# Moritz Klein
Moritz Klein (15 september 2000) is een Duitse langebaanschaatser. In het seizoen 2021-2022 maakte Klein grote progressie en wist hij zich te plaatsen voor het WK sprint in Hamar, waarop hij zestiende werd.

## Records

### Persoonlijke records
| Afstand    | Tijd    | Datum           | Baan           |
| ---------- | ------- | --------------- | -------------- |
| 500 meter  | 35,10   | 3 december 2021 | Salt Lake City |
| 1000 meter | 1.07,53 | 5 december 2021 | Salt Lake City |
| 1500 meter | 1.44,51 | 4 december 2021 | Salt Lake City |
| 3000 meter | 3.53,40 | 28 juli 2023    | Inzell         |

(laatst bijgewerkt: 15 februari 2024)

## Resultaten
| Jaar | EK Sprint                | EK Afstanden                      | WK Sprint                | WK Afstanden                      | WK Junioren                       |
| ---- | ------------------------ | --------------------------------- | ------------------------ | --------------------------------- | --------------------------------- |
| 2019 |                          |                                   |                          |                                   | 25e 500m 26e 1000m 17e massastart |
| 2020 |                          |                                   |                          |                                   | 11e 500m 16e 1000m 17e massastart |
|      |                          |                                   |                          |                                   |                                   |
| 2022 |                          | 10e 1000m 13e 1500m 4e teamsprint | 16e (20e, 16e, 14e, 15e) |                                   |                                   |
| 2023 | 11e (11e, 15e, 12e, 5e)  |                                   |                          | 18e 1000m 5e teamsprint           |                                   |
| 2024 |                          |                                   | 14e (17e, 8e, 20e, 13e)  | 15e 1000m 7e teamsprint           |                                   |
| 2025 | 15e (15e, 14e, 16e, 16e) |                                   |                          | 15e 1000m 17e 1500m 8e teamsprint |                                   |

(#, #, #, #) = afstandspositie op sprinttoernooi (500m, 1000m, 500m, 1000m).